# New Mexico
 Der er for få eller ingen kildehenvisninger i denne artikel, hvilket er et problem. Du kan hjælpe ved at angive troværdige kilder til de påstande, som fremføres i artiklen.

New Mexico (spansk: Nuevo México) er en amerikansk delstat, der grænser til op Texas mod øst og syd, Mexico mod sydvest, Arizona mod vest, Utah mod nordvest, Oklahoma mod nordøst og mod Colorado i nord. Der anvendes såvel engelsk som spansk. Statens hovedstad er Santa Fe, mens Albuquerque er den største by. New Mexico har omkring 2.117.522(2020) indbyggere.

## Historie
I den europæiske middelalder var New Mexico hjemsted for Pueblo-kulturen. Forskellige urfolk dyrkede majs og byggede firkantede huse af soltørret ler, såkaldte adober. Endnu i dag findes der samfund i flere dele af New Mexico, som har været beboet i hundredvis af år.
I 1500-tallet kom de første spaniere på besøg. I 1608 grundlagde de byen Santa Fe, som siden da har været hovedstad i det, som i dag er delstaten, og senere kom byer som Taos og Albuquerque. I 1680 gjorde pueblo-folket oprør mod spanierne, som måtte flygte til El Paso (i dag i Texas), men i 1692 kom spanierne imidlertid tilbage. Stadige angreb fra apache- og comanche-indianerne gjorde, at denne nordlige udpost ikke udviklede sig særlig hurtigt. Da Spanien måtte opgive sit kolonistyre i Mexico, fulgte New Mexico med ind i den nye mexicanske republik. New Mexicos østlige dele fulgte med Texas ud af Mexico i 1836, mens de centrale dele omkring Santa Fe blev besat af amerikanske styrker under den mexicansk-amerikanske krig i 1846. I 1848 blev New Mexico en del af USA i følge Guadalupe Hidalgo-traktaten. Den 6. januar 1912 blev New Mexico, efter at have været et territorium, anerkendt som USA's 47. delstat.
USA's regering opførte Los Alamos-laboratoriet i 1943 under den 2. verdenskrig, og her blev den første atombombe udviklet, som første gang blev detoneret i New Mexicos ørken den 16. juli 1945.

## Politik
Delstatens grundlov fra 1912 danner grundlaget for regeringsførelse i delstaten. New Mexicos parlament er opdelt i et Senat med 70 sæder og et Repræsentanternes Hus med 42 sæder. Det demokratiske parti dominerer generelt politikken i delstaten, og i 2004 var 50 % af vælgerne registreret som demokrater og 33 % som republikanere.
Ingen præsidentkandidat har opnået et absolut flertal i New Mexico siden George H. W. Bush i 1988, og ingen demokrat har fået det siden Lyndon B. Johnson i 1964. Ved præsidentvalgene i 1992, 1996, and 2000 støttede New Mexico den demokratiske kandidat, og i 2004 vandt George W. Bush snært delstaten med en margen på 0,8 procentpoint med 49,8% af stemmerne.

## Geografi
New Mexicos østlige grænse mod Oklahoma ligger langs længdegraden 103° V, og grænsen mod Texas yderligere 5 km mod vest. Texas ligger også syd for det meste af New Mexico, men New Mexico grænser mod syd også til de mexicanske delstater Chihuahua og Sonora. Den vestlige grænse mod Arizona løber langs 109° V. Breddegraden 37° N danner den nordlige grænse mod Colorado. Delstaterne New Mexico, Colorado, Arizona og Utah mødes i ét punkt ved Four Corners i New Mexicos nordvestlige hjørne. 
Landskabet varierer fra brede ørkener til mesaer til høje sneklædte tinder. På trods af New Mexicos image som en gold delstat dækker skovklædte bjergområder en betragtelig del af delstaten. Bjergkæden Sangre de Cristo, som er en del af Rocky Mountains løber langs begge sider af Rio Grande fra de nordlige områder gennem midten af delstaten.
Kaktus, yucca, tandet kreosotbusk, bynke og ørkengræsser dækker de bredde halvørkensletter, som findes især i den sydlige del af delstaten.
Der er én nationalpark i delstaten; Carlsbad Caverns National Park.
New Mexico er opdelt i 33 amter.

### Større byer
- Albuquerque – ca 471.000 (2003)
- Las Cruces – 77.000
- Santa Fe – 66.000
- Clovis – ca. 39.000
- Alamogordo – 36.000
- Los Alamos – 11.000

## Økonomi
New Mexicos bruttodelstatsprodukt blev i 2003 anslået til 57 mia. USD. Den gennemsnitlige personlige indkomst var i 2003 24.995 USD, den tredjelaveste blandt alle USA's delstater. Statens største by, Albuquerque, er en højtbeliggende by som er kendetegnet ved at være meget lavt bebygget og spredt ud på et område sv.t. ca. 20 x 30 km.

## Demografi
I 2007 blev New Mexicos befolkning anslået til 1.969.915, hvilket var en stigning på 8,29% siden 2000. 
I 2004 var 27% af indbyggerne født i udlandet og flere end 2% var illegale indvandrere.
New Mexico har den højeste andel af USA's delstater af indbyggere med spansk ophav, hvoraf nogle er nyligt ankommede immigranter og andre nedstammer fra spanske kolonister. Delstaten har også en stor befolkning af oprindelige amerikanere, den andenstørste i USA efter Oklahoma. Den nordvestlige del af delstaten befolkes primært af oprindelige amerikanere, hvoraf navajo og pueblo er de største stammer.

### Ophav
Ifølge USA's folketællingskontor er de største ophavsgrupper i New Mexico mexicanere (18,1%), oprindelige amerikanere (10,3%), tysk-amerikanere (9,8%), latinamerikanere (9,4%), spaniere (9,3%), engelsk-amerikanere (7,6%) og irsk-amerikanere (7,3%), polsk-amerikanere (1,2%).

### Religion
New Mexico har den højeste andel af katolikker i den vestlige del af USA. Samtidig har delstaten en andel af indbyggere, der ikke har noget religiøst tilhørsforhold, der ligger over gennemsnittet i USA. 
- Kristne – 81%
- Katolikker – 41%
- Protestanter – 35%
- Baptister – 10%
- Presbytarianere – 4%
- Pinsebevægelsen – 3%
- Andre protestanter – 18%
- Mormoner – 4%
- Andre kristne – 1%
- Andre religioner – 1%
- Ikke-religiøse – 19%

## Sprog og kultur
Spansktalende udgør over 40 % af befolkningen i New Mexico, og de fleste af dem er efterkommere fra de oprindelige spansktalende, som boede her, før området blev en del af USA, og som stort set bor i den nordlige del af delstaten. Deres spansk har udviklet sig i isolation, og har en række ord fra navajo og andre ursprog, og har desuden beholdt træk fra ældre spansk. De har fået selskab af mexicanske immigranter, som stort set bor i de sydlige dele af delstaten. Maden i delstaten er også påvirket af det spanske, og mexicanske favoritter som tortillas og bønner spises af mange, uanset oprindelse.
Staten har også en særlig arkitektur. Byggeteknikken adobe, bygninger af soltørret ler, blev overtaget af spanierne, og byer som Santa Fe og Taos har kirker, offentlige bygninger og ældre boligbyggerier i adobe. I de historiske byer skal ny arkitektur tilpasses adobebyggeskikken.
Eftersom der blev talt spansk her i 250 år før nogen begyndte at tale engelsk, har delstaten imidlertid altid udgivet alle officielle dokumenter på både spansk og engelsk. Delstatssangen har tekst både på spansk og engelsk.

## Personer fra Las Vegas
- Wally Funk - amerikansk pilot og Goodwill Ambassador

## Ekstern henvisning
- New Mexicos officielle hjemmeside

34°N 106°V / 34°N 106°V